# Skalbmierz
Skalbmierz è un comune urbano-rurale polacco del distretto di Kazimierza Wielka, nel voivodato della Santacroce.
Ricopre una superficie di 86,21 km² e nel 2004 contava 6 957 abitanti.